# Nádab
Nádab (hebrejsky: נָדָב‎ Nadav), v českých překladech Bible přepisováno též jako Nadab, byl druhým králem Severního izraelského království. Jeho jméno se vykládá jako „Dobrovolný“. Dle názoru moderních historiků a archeologů vládl asi v letech 909 až 908 př. n. l. Podle kroniky Davida Ganse by však jeho kralování mělo spadat do let 2985–2986 od stvoření světa neboli do rozmezí let 777–775 před naším letopočtem, což odpovídá 2 letům vlády, jak je uvedeno v První knize králů.
Nádab byl synem krále Jarobeáma I., takže rodově příslušel ke kmeni Efrajim. Na trůn usedl ve druhém roce vlády Ásy – krále Judského království. Ve svém krátkém působení v úřadu krále se nijak nevyznamenal, pouze pokračoval v hříchu svého otce. Při obléhání města Gibetónu, jež bylo v té době v držení Pelištejců, proti němu zosnoval spiknutí Baeša z kmene Isachar. Poté, co Baeša Nádaba zabil, ujal se kralování místo něj a nechal vyvraždit všechny možné královské nástupce z dynastie Jarobeáma I., tedy i Nádabovy potomky. Tím se zcela splnila ta část Achijášova proroctví, jež se týkala domu krále Jarobeáma I.